# Грушовский, Павол
 Павол Грушо́вский (словац. Pavol Hrušovský; род. 9 июня 1952, Велька Мана, Словацкая Социалистическая Республика, Чехословакия) — словацкий государственный и политический деятель, председатель христианско-демократической партии — Христианско-демократическое движение (2000—2009). Дважды избирался спикером Народной Рады Словацкой республики (с 15 октября 2002 года по 7 февраля 2006 года и с 13 октября 2011 года по 4 апреля 2012 года).

## Биография
Родился в Чехословакии. В 1973—1978 изучал право в братиславском Университете Коменского. Получил степень доктора права (iuris utriusque doctor). Руководил юридическим отделом предприятия Jednota SD в г. Нитра (1989—1992), затем был председателем окружной администрации в Нитре.
В 1990 был избран в состав Федерального Собрания Чехословакии.
В 1992 впервые стал депутатом Народной Рады Словацкой республики. Переизбирался в Народную Раду Словацкой республики на парламентских выборах 1994, 1998, 2002, 2006, 2010 и 2012 годов.
В 1998—2002 в правоцентристском правительстве исполнял обязанности вице-президента Словакии.
В 2000—2009 — председатель партии Христианско-демократическое движение Словакии.
Затем с 2002 по 2006 год находился на посту Председателя Национального Совета Словацкой Республики. Председатель Христианско-демократического движения (ХДД) Павол Грушовский был избран спикером высшего законодательного органа на состоявшемся 15 октября первом заседании парламента нового созыва.
В голосовании приняли участие 149 парламентариев. За кандидатуру П. Грушовского проголосовали 116 депутатов, против — 17.
Словацкий демократический и христианский союз (СДХС), Партия венгерской коалиции (ПВК), ХДД и Альянс нового гражданина (АНГ), имеющие 78 мест в парламенте, договорились о совместном формировании кабинета министров и выдвинули П. Грушовского в качестве кандидата на пост спикера парламента.
Был членом постоянной делегации в парламентской Ассамблее Западноевропейского союза.
13 октября 2011 года во второй раз был избран Председателем Национального Совета Словацкой Республики. В апреле 2012 был переизбран, на посту спикера Народной Рады Словацкой республики его сменил Павол Пашка, один из лидеров левоцентристской политической партии Курс — социальная демократия.
Депутат парламента П. Грушовский в числе 15 других известных словацких политиков и общественных деятелей принимал участие в прямых всенародных выборах президента Словакии, которые состоялись 15 марта 2014 года, получил 3,3 % голосов. В результате выборов президентом избран Андрей Киска.
Владеет русским и итальянским языками.

## Награды
- Медаль Благодарности[чеш.] (2024 год, Словакия)[1]